# Hvidebæk
Hvidebæk é um município da Dinamarca, localizado na região este, no condado de Vestsjaelland.
O município tem uma área de 98,26 km² e uma  população de 5 434 habitantes, segundo o censo de 2004.